# Kasenga
Kasenga est une localité chef-lieu du territoire éponyme de la province du Haut-Katanga en république démocratique du Congo.

## Géographie
La localité est située en rive gauche de la rivière Luapula marquant la frontière congo-zambienne sur la route nationale RN 35 à 209 km au nord-est du chef-lieu provincial Lubumbashi.

## Administration
Chef-lieu territorial de 19 947 électeurs recensés en 2018, la localité a le statut de commune rurale de moins de 80 000 électeurs, elle compte 7 conseillers municipaux en 2019.

## Population
Le recensement date de 1984,.
| 1984 | 2004   | 2012   |
| ---- | ------ | ------ |
| -    | 19 114 | 22 526 |